# Vaccí de Sanofi-GSK contra la COVID-19
El vaccí de Sanofi-GSK contra la COVID-19 també coneguda com VAT00002 és un vaccí contra la COVID-19, candidat, desenvolupat per Sanofi Pasteur i GSK.